# Fidel Ortiz
Fidel Ortiz Tovar (ur. 10 października 1908 w Meksyku, zm. 9 września 1975 tamże) – meksykański bokser, medalista olimpijski.
Startował na Igrzyskach Olimpijskich w 1928 w Amsterdamie w wadze koguciej, ale przegrał pierwszą walkę. Na Igrzyskach Olimpijskich w 1936 w Berlinie wywalczył brązowy medal w tej kategorii. W półfinale przegrał z Amerykaninem Jackiem Wilsonem, a w walce o 3. miejsce pokonał Szweda Stiga Cederberga.